# American Kid
American Kid è il settimo album in studio della cantautrice statunitense Patty Griffin, pubblicato nel 2013.

## Tracce
Testi e musiche di Patty Griffin, eccetto dove indicato.
1. Go Wherever You Wanna Go – 3:46
2. Don't Let Me Die in Florida – 3:46
3. Ohio – 5:12
4. Wild Old Dog – 4:47
5. Mom & Dad's Waltz – 2:55 (Lefty Frizzell)
6. Faithful Son – 4:54
7. Highway Song – 3:13 (Griffin, Robert Plant)
8. That Kind of Lonely – 4:22
9. Irish Boy – 2:47
10. Get Ready Marie – 3:00
11. Not a Bad Man – 3:48
12. Gonna Miss You When You're Gone – 4:05